# Win Maw Oo
Win Maw Oo (birmanês:  ဝင်းမော်ဦး; 19 de novembro de 1971 - 19 de setembro de 1988) foi uma ativista estudantil birmanesa que foi morta durante a Revolta 8888 na Birmânia (atual Myanmar). Ela é considerada uma das heroínas mais proeminentes do movimento pró-democracia da Birmânia.

## Juventude e educação
Win Maw Oo, a mais velha de seis irmãos, nasceu em 19 de novembro de 1971 no município de Kyimyindaing, Yangon. Ela frequentou a Escola Secundária de Educação Básica (4), Kyimyindaing.

## Morte
Contra a vontade de seus pais, ela marchou com seus colegas de classe em 19 de setembro de 1988, carregando uma foto do herói independentista Bogyoke Aung San. Foi baleada por soldados como parte da repressão militar aos protestos, recebendo dois tiros nas pernas e um no peito.

## Legado
Uma imagem do corpo ensanguentado de Win Maw Oo sendo carregado por dois estudantes de medicina se tornou um emblema para a oposição contra o regime militar brutal. Seu sacrifício se tornou um ícone do "movimento 88".
O último pedido de Win Maw Oo foi não realizar seus últimos ritos funerários até que a Birmânia desfrutasse da democracia. 28 anos depois, em maio de 2016, um mês após o governo democraticamente eleito liderado por Aung San Suu Kyi chegar ao poder, sua família realizou os últimos ritos funerários budistas de Win Maw Oo. O evento foi amplamente divulgado.
Ela é o tema de um filme de U Anthony que retrata os acontecimentos da vida real em torno da morte.